# Burmannia stuebelii
Burmannia stuebelii là một loài thực vật có hoa trong họ Burmanniaceae. Loài này được Hieron. & Schltr. mô tả khoa học đầu tiên năm 1916.